# Gesetz zur Neugliederung des Landkreises Unna
Das Gesetz zur Neugliederung des Landkreises Unna war eines der ersten Gesetze der kommunalen Neugliederung in Nordrhein-Westfalen, welches am 19. Dezember 1967 verkündet wurde und am 1. Januar 1968 in Kraft trat. Es gliederte die Gemeinden des damaligen Landkreises Unna neu und vergrößerte auch die kreisfreien Städte Hamm und Lünen.
Durch das Ruhrgebiet-Gesetz wurde der Landkreis (nunmehr Kreis) Unna zum 1. Januar 1975 aufgelöst und in einen neuen, größeren Kreis Unna eingegliedert. Die Stadt Hamm erlebte durch das Münster/Hamm-Gesetz eine zusätzliche Vergrößerung.

## Kurzbeschreibung
| I. Abschnitt  | Gebietsänderungen |
| § 1           | Zusammenschluss der Gemeinden Braam-Ostwennemar, Frielinghausen, Haaren, Norddinker, Schmehausen, Uentrop, Vöckinghausen und Werries zur neuen Gemeinde Uentrop, Auflösung des Amtes Rhynern                                                                       |
| § 2           | Zusammenschluss der Gemeinden Allen, Freiske, Hilbeck, Osterflierich, Osttünnen, Rhynern, Süddinker und Wambeln zur neuen Gemeinde Rhynern, Eingliederung einer Flur der Gemeinde Westtünnen                                                                       |
| § 3           | Zusammenschluss der Gemeinden Herringen, Lerche, Pelkum, Sandbochum und Weetfeld zur neuen Gemeinde Pelkum, Eingliederung von Flurstücken der Stadt Hamm und der Gemeinde Wiescherhöfen, Auflösung des Amtes Pelkum                                                |
| § 4           | Zusammenschluss der Gemeinden Altenbögge-Bönen, Nordbögge, Osterbönen, Westerbönen, Bramey-Lenningsen und Flierich zur neuen Gemeinde Bönen |
| § 5           | Zusammenschluss der Stadt Kamen und der Gemeinden Derne, Heeren-Werve, Methler, Rottum und Südkamen zur neuen Stadt Kamen |
| § 6           | Zusammenschluss der Stadt Unna und der Gemeinden Afferde, Billmerich, Hemmerde, Kessebüren, Lünern, Massen, Mühlhausen, Siddinghausen, Stockum, Uelzen und Westhemmerde zur neuen Stadt Unna, Auflösung des Amtes Unna-Kamen                                       |
| § 7           | Zusammenschluss der Stadt Fröndenberg und der Gemeinden Altendorf, Bausenhagen, Frömern, Frohnhausen, Langschede, Neimen, Ostbüren, Stentrop, Strickherdicke und Warmen zur neuen Stadt Fröndenberg, Auflösung des Amtes Fröndenberg                               |
| § 8           | Zusammenschluss der Gemeinden Hengsen, Holzwickede und Opherdicke zur neuen Gemeinde Holzwickede |
| § 9           | Eingliederung der Gemeinde Overberge in die Stadt Bergkamen |
| § 10          | Eingliederung der Gemeinden Berge, Westtünnen und Wiescherhöfen sowie Flurstücken der Gemeinden Braam-Ostwennemar, Herringen und Rhynern in die kreisfreie Stadt Hamm                                                                                              |
| § 11          | Eingliederung der Gemeinde Niederaden in die kreisfreie Stadt Lünen |
| II. Abschnitt | Schlussvorschriften |
| § 12          | Neuwahl des Stadtrats von Hamm |
| § 13          | Bestätigung von Gebietsänderungsbestimmungen und -verträgen |
| § 14          | Zuordnung zu Amtsgerichten: - Pelkum, Rhynern und Uentrop zum Amtsgericht Hamm - Kamen zum Amtsgericht Kamen - Fröndenberg, Holzwickede und Unna zum Amtsgericht Unna - Bönen ab dem 1. Januar 1969 zum Amtsgericht Unna, bis dahin teilweise zum Amtsgericht Hamm |
| § 15          | Änderung des Gesetzes über die Gliederung und die Bezirke der ordentlichen Gerichte (inzwischen überholt) |
| § 16          | Inkrafttreten am 1. Januar 1968 |